# ضربان‌ساز مصنوعی قلب
ضربان‌ساز مصنوعی قلب (به انگلیسی: Artificial cardiac pacemaker) یکی از تجهیزات پزشکی است که توسط الکترود تکانه‌های الکتریکی ایجاد می‌کند و باعث می‌شود اتاق‌های عضله قلب (دهلیز و بطن) منقبض شوند و بنابراین خون را پمپاژ کنند. این دستگاه با این کار عملکرد سیستم هدایت الکتریکی قلب را جایگزین یا تنظیم می‌کند.
هدف اصلی یک ضربان‌ساز مصنوعی حفظ تعداد ضربان قلب کافی به دلیل به اندازه کافی سریع نبودن ضربان‌ساز طبیعی قلب یا انسداد در سیستم هدایت الکتریکی قلب است. ضربان‌سازهای مدرن از لحاظ ظاهری قابل برنامه‌ریزی هستند و به متخصص قلب، به‌خصوص یک الکتروفیزیولوژیست قلبی این امکان را می‌دهند تا حالت‌های مناسب ضربان را برای برای بیماران خاص انتخاب کند. نوع خاصی از ضربان‌سازها به نام شوک‌ساز، عملکردهای ضربان‌ساز و شوک‌ساز را در یک دستگاه با قابلیت کاشت در بدن ترکیب می‌کند. برخی دیگر، به نام ضربان‎سازهای دوقطبی، الکترودهای متعددی دارند که موقعیتهای مختلفی را در بطن قلب تحریک می‌کنند تا با همگام‌سازی بطن‌ها، ضربان قلب را بهبود بخشند.